# 塞迈赖
塞迈赖，是匈牙利包尔绍德-奥包乌伊-曾普伦州所辖的一个村。总面积26.30平方公里，总人口384，人口密度14.6人/平方公里（2011年1月1日）。